# Вулиця Підгаєцька (Львів)
Ву́лиця Підгаєцька — вулиця у Залізничному районі міста Львова, в місцевості Сигнівка. Сполучає вулиці Городоцьку та Сигнівку.

## Історія
Виникла у першій третині XX століття у складі передміського селища Сигнівка. 1929 року ще у складі селища отримала назву вулиця 3 Мая, на згадку про Конституцію Речі Посполитої, затвердженої сеймом 3 травня 1791 року.Після входження селища до меж міста 11 квітня 1930 року, вулиці колишнього села були перейменовані або ж новоутвореним вулицям надавалися певні назви. Так, у 1936 році була перейменована на Подгаєцьку. Сучасна назва вулиця Підгаєцька, походить з 1944 року.

## Забудова
Забудова вулиці Підгаєцької — одноповерховий конструктивізм 1930-х років, одноповерхова садибна забудова, індивідуальні забудови нового часу.